# Ericka Jane
Ericka Jane Pedersen (født 20. juli 1995), kendt under kunstnernavnet Ericka Jane, er en dansk-fillipinsk sanger. Kendt for singlerne "Only for the Better", "I Say Stupid Things", "To the Beat of Your Heart" og "Strangers in the Night".
Jane deltog i 2011 i X-factor, hvor hun nåede frem til bootcamp i kategorien "Unge under 23", men blev ikke valgt til at gå videre til liveshowsene af sin mentor, Cutfather. Efter deltagelsen lagde Jane et cover af den amerikanske sanger Drakes sang, "Marvin's Room" ud på YouTube, som endte med at gå viralt i Danmark. Hun blev herefter kontaktet af pladeselskabet Labelmade, som tilbød hende en pladekontrakt.